# Comédie noire
Ne doit pas être confondu avec Film noir.
Une comédie noire est un genre cinématographique mettant en œuvre des procédés techniques et artistiques relatifs à l'humour noir. 

## Définition

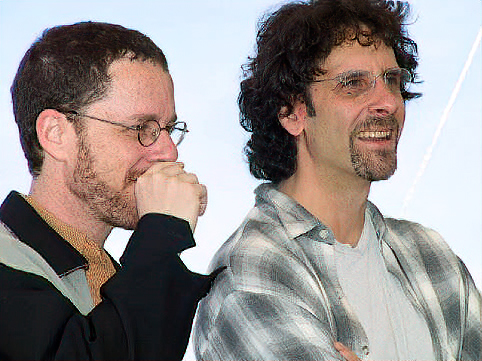
Les frères Joel et Ethan Coen, réalisateur et scénariste (entre autres) de Fargo sont des spécialistes du genre

La comédie noire apporte une forme d’humour à des thèmes généralement déprimants ou désagréables (violence, maladie, vieillesse, mort). Les comédies noires les plus divertissantes présentent généralement des situations humaines qui peuvent mettre le public mal à l’aise tout en mettant l’accent sur l’absurdité et l’ironie de ces thèmes douloureux. Ce type d'humour noir se rencontre également dans la littérature (romans, nouvelles et micro-nouvelles), le théâtre, la bande dessinée et le dessin.

## Exemples
Les films Fargo, dont le scénariste a été récompensé lors du Festival de Cannes 1996 et C'est arrivé près de chez vous, récompensé « meilleur premier film » lors de la remise des Prix du cinéma européen en 1993, sont des exemples de comédie noire.
De nombreux réalisateurs sont auteurs de comédies noires, dont notamment :
- Todd Solondz
- Pedro Almodóvar[3]
- Bertrand Blier[4].
- Les frères Coen[5]
- Albert Dupontel[6]
- James Gunn
- Alfred Hitchcock
- Gustave Kervern et Benoît Delépine
- Sergio Leone
- Jean-Pierre Mocky
- Monty Python
- Quentin Tarantino[7]
- John Waters[8]
- Harmony Korine
- Orson Welles
- Álex de la Iglesia[9]
- Kirill Sokolov
- Jan Kounen
- Jean-Pierre Jeunet (avec notamment Marc Caro)
- Terry Gilliam (après les Monty Python)